# Като, Милтон
Ро́берт Ми́лтон Ка́то (англ. Robert Milton Cato, 3 июня 1915 — 10 февраля 1997) — премьер-министр Сент-Винсента и Гренадин в 1969—1972 и 1974—1984 годах. В 1967—1969 годах был главным министром.

## Биография
Учился в гимназии до 1933 года (в 1928 году выиграл государственную стипендию для обучения), по окончании которой стал клерком в адвокатской конторе в Кингстауне. В 1945 году вступил в 1-ю канадскую армию, получил звание сержанта и принял участие в Второй мировой войне на территории Франции, Бельгии, Голландии и Германии. По окончании войны был принят в почётное общество Миддл-Темпл — одно из четырёх юридических заведений Лондона, к которым относятся барристеры Англии и в 1948 году приняли в коллегию адвокатов.
В 1948 году вернулся на родину и продолжил частную юридическую практику, тогда же начал активно заниматься политикой. Был членом, а затем председателем городского совета Кингстауна (с 1952).
В 1955 году стал соучредителем Лейбористской партии Сент-Винсента. С 1961 был членом местного парламента. По итогам выборов 1967 года, как лидер победивших лейбористов, 19 мая стал главным министром Сент-Винсента. После обретения государственности с 27 октября 1969 года стал премьер-министром Сент-Винсента (одновременно – министром финансов и планирования). После поражения на выборах 1972 года был лидером оппозиции, а с 8 декабря 1974 – вновь премьер-министром и министром финансов и планирования.
Стал первым премьер-министром после обретения страной независимости в 1979 году и считается «Отцом независимости» страны. В период его правления были национализированы аэропорт и морской порт; построена школа медсестёр и технический колледж; организованы Резервный фонд (ныне Служба национального страхования) и Национальный коммерческий банк (ныне Банк Сент-Винсента и Гренадин). При нём началась и развернулась программа строительства жилья для среднего класса, диверсифицировались сельское хозяйство, оффшорное банковское дело и курортный туризм, работала программа электрификации и индустриализации, появилась современная транспортная система.
После поражения на выборах 1984 года ушёл из активной политики.
Считался высокомерным человеком и плохим оратором, однако являлся вежливым, лично скромным, честным и принципиальным политиком.
Умер в возрасте 82 лет в Кингстауне, Сент-Винсент. В октябре 2000 года больница общего профиля Кингстауна была переименована в Мемориальную больницу Милтона Като.